# Fernando Álvarez de Miranda

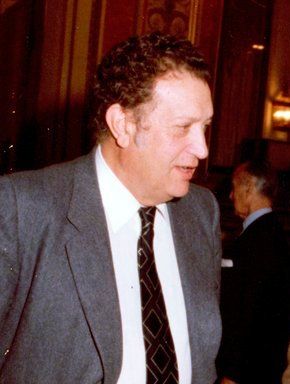
Fernando Álvarez de Miranda, 1982

Fernando Álvarez de Miranda y Torres (* 14. Januar 1924 in Santander, Kantabrien; † 7. Mai 2016 in Madrid) war ein spanischer Politiker der Unión de Centro Democrático (UCD), der von 1977 bis 1979 Präsident der Verfassunggebenden Versammlung (Congreso de los Diputados de la Transición) war und zu den Mitautoren der Verfassung des Königreichs Spanien gehörte. Der Fachmann für öffentliches Recht, Menschenrechte und europäisches Gemeinschaftsrecht war später zwischen 1986 und 1989 Botschafter in El Salvador sowie von 1994 bis 1999 Ombudsmann (Defensor del Pueblo).

## Leben

### Jurist und Deportierung während des Franquismus
Álvarez de Miranda absolvierte nach dem Schulbesuch ein Studium der Rechtswissenschaften an der Universität Complutense Madrid sowie an der Universität Saragossa. Nach Abschluss des Studiums nahm er 1950 eine Professur für  öffentliches Recht an der Universität Complutense Madrid an, an der er bis 1962 lehrte. 1952 erhielt er seine anwaltliche Zulassung beim Ilustre Colegio de Abogados de Madrid und war anschließend mehr als fünfzig Jahre als Rechtsanwalt tätig, wobei er sich zunehmend auf öffentliches Recht spezialisierte. Bereits Anfang der 1960er Jahre begann sein Engagement für die europäische Einheit, als er 1961 vom Länderausschuss des Europarates eingeladen wurde, um über die politische Situation in Spanien zu berichten.
Nachdem er im Juni 1962 am IV. Kongress der Europäischen Bewegung in München teilgenommen hatte, wurde er von der Regierung Francisco Francos festgenommen und auf der Insel Fuerteventura deportiert. Nach seiner Freilassung wurde er 1964 Privater Berater des Grafen von Barcelona Juan de Borbón y Battenberg.

### Transition in Spanien und Präsident des Abgeordnetenhauses
Nach dem Ende des Franquismus gründete Álvarez de Miranda während der Übergangsphase zur Demokratie 1976 die christdemokratische Volkspartei Partido Popular Demócrata Cristiano (PPCD), die sich am 3. Mai 1977 mit elf weiteren Parteien zu dem von Adolfo Suárez geführten taktischen Wahlbündnis Unión de Centro Democrático (UCD) zusammenschloss. Am 5. Juli 1977 wurde er Mitglied der Verfassunggebenden Versammlung dieser Übergangsphase und übernahm am 14. Juli 1977 das Amt des Präsidenten dieses Congreso de los Diputados de la Transición, das er bis zum 2. Januar 1979 bekleidete. Während dieser Zeit war er vom 1. August 1977 bis zum 2. Januar 1979 auch Vorsitzender des Sprecherausschusses (Junta de Portavoces), zwischen dem 16. November 1977 bis zum 23. März 1979 Vorsitzender des Ständigen Ausschusses (Diputación Permanente), vom 16. November 1977 bis zum 2. Januar 1979 Vorsitzender des Innenausschusses (Comisión de Gobierno Interior) sowie schließlich zwischen dem 13. Februar 1978 und dem 2. Januar 1979 auch Vorsitzender des Geschäftsordnungsausschusses (Comisión de Reglamento). In diesen Funktionen war er maßgeblich am Zustandekommen der Verfassung des Königreichs Spanien beteiligt, die am 29. Dezember 1978 in Kraft trat.
Bei der Wahl vom 1. März 1979 wurde er zum Mitglied des Abgeordnetenhauses gewählt und gehörte diesem während der ersten Legislaturperiode vom 23. März 1979 bis zum 31. August 1982 an. In dieser Zeit war er vom 10. Mai 1979 bis zum 31. August 1982 Sprecher des Auswärtigen Ausschusses (Comisión de Asuntos Exteriores) und zeitgleich zwischen dem 10. Mai 1979 und dem 11. März 1982 Sprecher des Justizausschusses (Comisión de Justicia). Daneben fungierte er vom 4. Juni 1979 bis zum 18. November 1981 als Sprecher des Ständigen Ausschusses und im Anschluss zwischen dem 19. November 1981 und dem 11. März 1982 als Sprecher des Ausschusses für den Ombudsmann (Comisión del Defensor del Pueblo). Zuletzt war er vom 3. März bis zum 31. August 1982 Sprecher des Verfassungsausschusses (Comisión Constitucional) sowie zugleich zwischen dem 11. März und dem 31. August 1982 Vorsitzender des Untersuchungsausschusses für Menschenrechte (Comisión de Investigación Derechos Humanos).
Zugleich setzte Álvarez de Miranda sein europapolitisches Engagement in dieser Zeit fort und fungierte zwischen 1978 und 1986 als Präsident des spanischen Rates der Europäischen Bewegung und wurde 1982 auch einer der Vizepräsidenten des Internationalen Exekutivrates der Europäischen Bewegung. 1979 übernahm er die Präsidentschaft der Stiftung Humanismus und Demokratie (Fundación Humanismo y Democracia) und gehörte als solcher zur Delegation von Amnesty International, die 1980 und 1981 die Situation der Menschenrechte in Guatemala untersuchte. Ferner war er 1979 Vorsitzender der spanischen Delegation bei der Interparlamentarischen Union und nahm in dieser Zeit an verschiedenen Kongressen teil.

### Botschafter und Ombudsmann
1986 erhielt Álvarez de Miranda seine Akkreditierung als Botschafter in El Salvador und bekleidete diesen diplomatischen Posten bis 1989. Nach seiner Rückkehr wurde er 1989 gewähltes Mitglied des Staatsrates (Consejo de Estado), dem obersten Beratungsorgan der Regierung. 1992 wurde er zum Mitglied in den Expertenausschuss der Europäischen Union für das Mehrjahresprogramm für Menschenrechte in Zentralamerika berufen.
Als Nachfolger von Álvaro Gil-Robles wurde der Fachmann für öffentliches Recht, Menschenrechte und europäisches Gemeinschaftsrecht am 30. November 1994 zum Ombudsmann (Defensor del Pueblo) berufen und bekleidete diese Funktion bis zum 30. November 1999, ehe dieses Amt am 15. Juni 2000 vom ehemaligen Justizminister Enrique Múgica übernommen wurde. In seiner Amtszeit als Ombudsmann trat er für eine Verbesserung der Witwenrente ein und legte den ersten Gewaltbericht vor. Des Weiteren beklagte er die Verzögerung bei der Zahlung von Entschädigungen bei Enteignungen und forderte zudem das Recht auf kostenlose Pflichtverteidigung für Einwanderer.
Für seine langjährigen Verdienste wurde ihm 1999 ein Ehrendoktortitel von der Universität Miguel Hernández Elche verliehen. Er absolvierte mit fast 80 Jahren ein postgraduales Studium im Fach Europarecht an der 2003 gegründeten Universität Luxemburg. 2005 erhielt er einen weiteren Ehrendoktor von der IE University in Segovia ebenso wie 2009 von der Universidad de Alcalá de Henares sowie von der Universität Rey Juan Carlos.